# 炸兩
炸兩是一種廣東特色小吃，流行於廣東、香港。

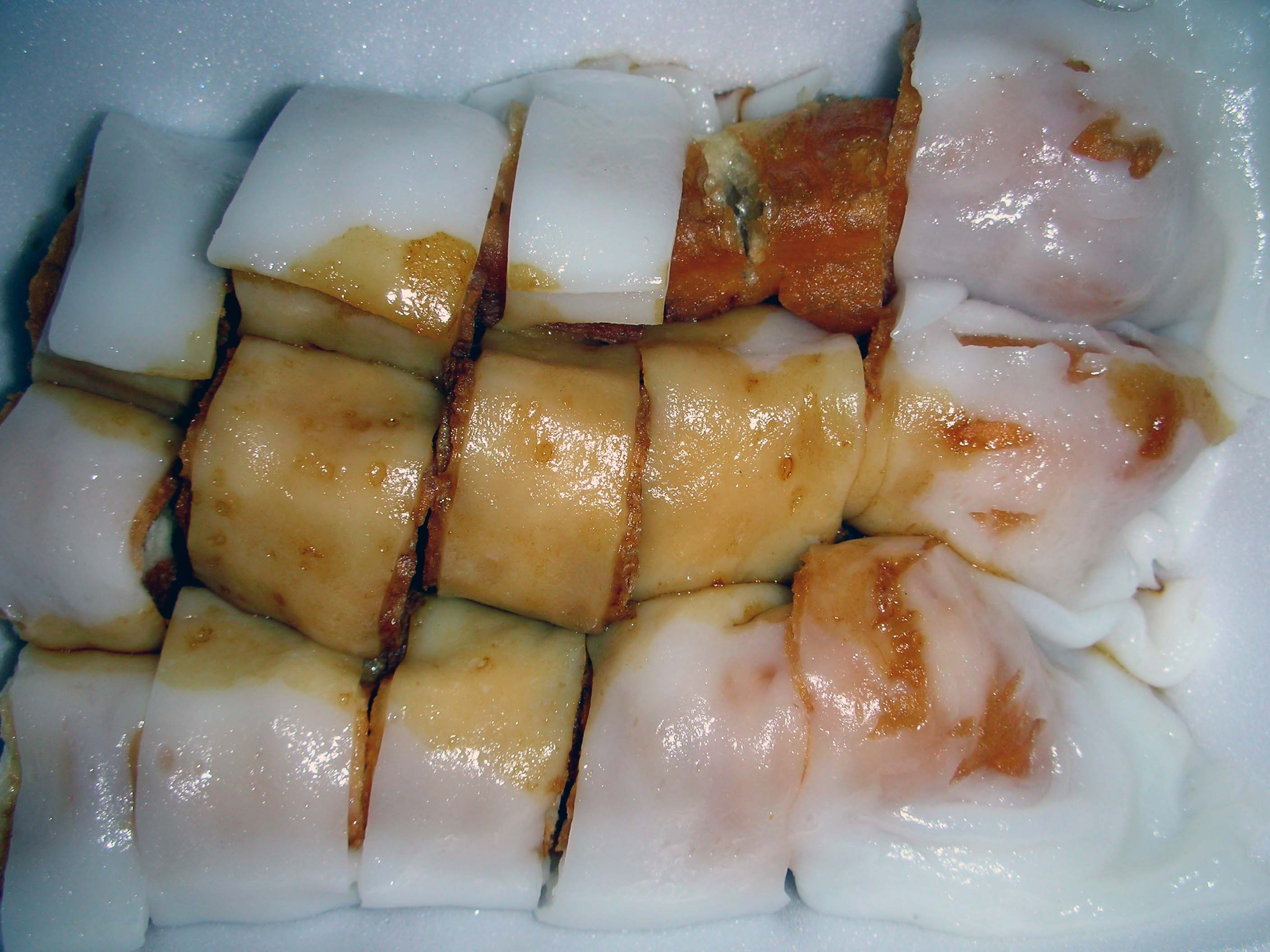
炸兩

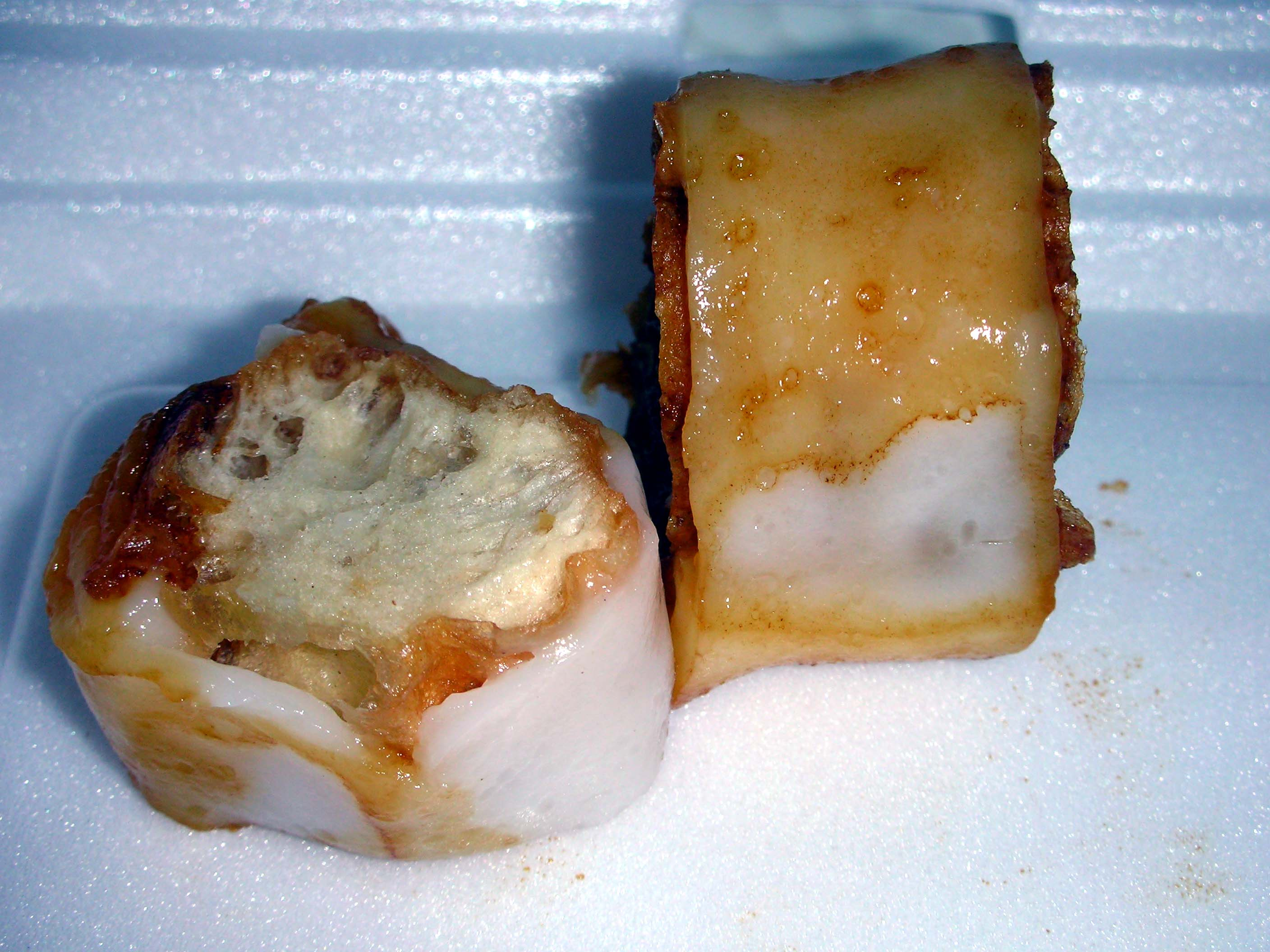
炸兩橫切面

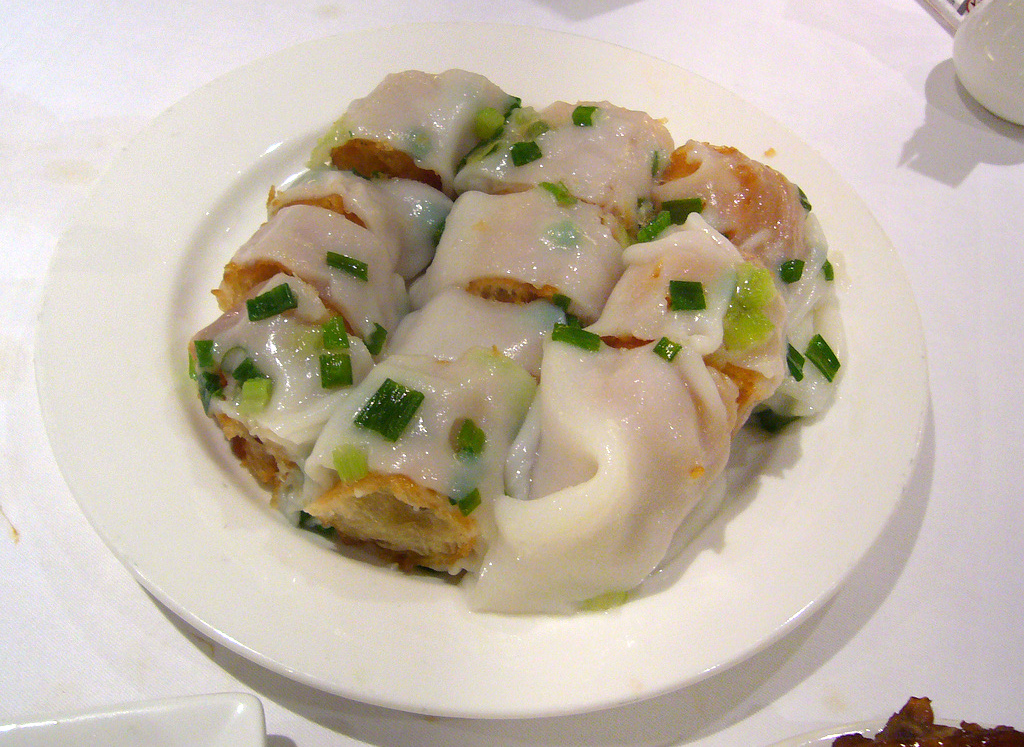
酒樓內的炸兩

廣東人把腸粉和油炸鬼（正稱油條）兩種小吃混合而產生。製法是用腸粉包裹油炸鬼，然後切成小段，淋上豉油，灑上芝麻即成（一般腸粉在拉製中均灑上葱花及小蝦米，但製作炸兩時通常會用沒有葱花和小蝦米的齋腸包裹）。香港人通常在吃粥時吃炸兩，所以炸兩主要在粥店或大排檔售賣，現在擴展到也有酒樓當作點心售賣。

## 出處
1938年廣州淪陷，在泮塘鄉有家小茶居名「嚼荷仙館」，點心師傅為應付當時的物資短缺，1940年便想出讓食客以最廉價，同時吃到腸粉及油炸鬼兩款美食，創造了炸兩。就是將新鮮炸脆的油炸鬼，用熱乎乎的腸粉包起來，成為內脆外滑的美食，後流傳至香港。

### 炸一腸
昔日在大牌檔及粥舖，「炸一腸」和「炸二腸」分別指包了一或兩條油條的炸兩。以前生活不富裕，客人點縮小版的「炸一腸」，比正常用一條半的油條的炸兩便宜。